# Tintinnabulum (Liturgie)

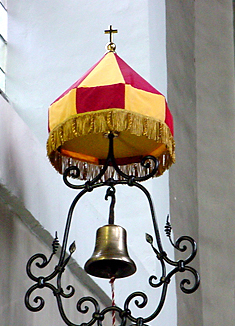
Tintinnabulum und Padiglione – Insignien einer Basilica minor

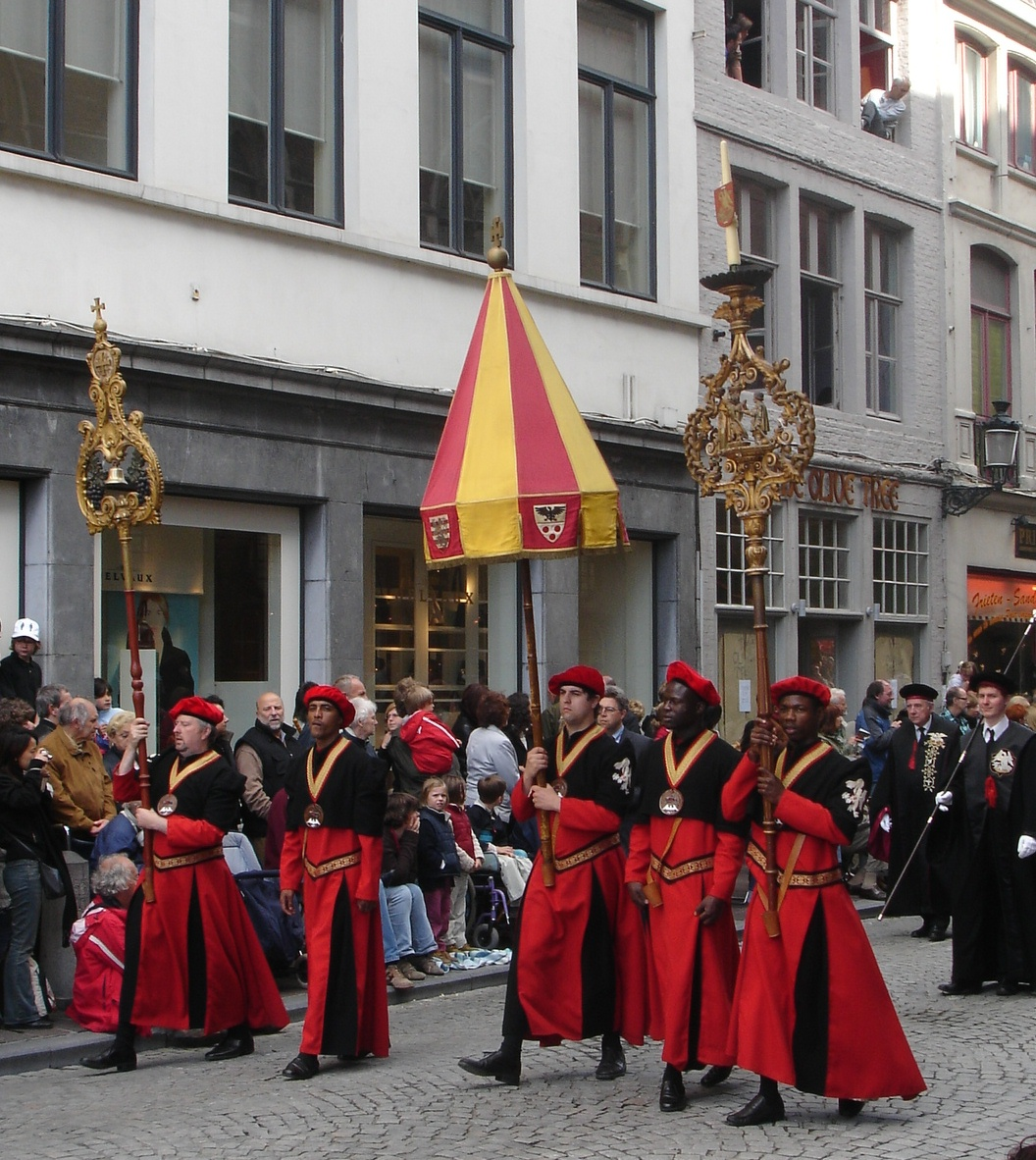
Tintinnabulum und Padiglione mitgeführt bei der Heilig-Blut-Prozession durch Brügge

Das Tintinnabulum (lateinisch) oder auch Cincinabulum ist eine in einem vergoldeten Rahmen auf einer Tragstange befestigte kleine Glocke und neben dem Padiglione, einem gelb-rot gestreiften kegelförmigen Seidenschirm, eines der traditionellen Insignien einer Basilica minor. Das Tintinnabulum kann bei Prozessionen dem Schirm vorangetragen werden, wobei es zur Ankündigung des Allerheiligsten dient. Bei feierlichen Gottesdiensten kann das Tintinabulum auf der früheren Epistelseite des Altars stehen.

## Herkunft
In der Hebräischen Bibel werden kleine Glöckchen an der purpurnen Robe des Hohepriesters pa‘amon genannt. Archäologisch sind Glöckchen in Palästina seit dem 9./8. Jahrhundert v. Chr. nachgewiesen. In der griechischen Bibelübersetzung wurde pa‘amon mit kodon (altgriechisch κώδων, „Glocke“, auch für den glockenförmigen Schallbecher der salpinx) und in der mittelalterlichen Lateinbibel mit tintinnabulum wiedergegeben. In römischer Zeit hatte das Tintinnabulum eine besondere symbolische und magische Bedeutung.